# Giovanni Agostino Adorno
Agustí Adorno nascut Giovanni Agostino Adorno és el primer fundador i primer pare de l'orde dels Clergues Regulars Menors. Ha estat proclamat venerable per l'Església catòlica.

## Biografia
Va néixer a Gènova en 1551, fill de Michele Adorno, senador de la república, i Nicoletta dei Campanari. La seva família era una de les principals de la ciutat. Va ser educat per a dedicar-se a la carrera diplomàtica, fent també estudis clàssics. En 1573, el seu pare el va enviar a la cort de Felip II, a Madrid, on va ser-hi alguns anys. Allí atenia els assumptes de la família (que eren un dels banquers del rei) i representava la república genovesa.
A València va conèixer l'agustí Sant Lluís Bertran, qui profetitzà que Adorno fundaria un orde religiós. Adorno va perdre a Granada una gran suma de diners al joc i son pare va morir poc després, el 1578: aquests dos fets van influir decisivament perquè abandonés la seva carrera i comencés a interessar-se per la cura de la vida espiritual.
De nou a Gènova, en 1579, va meditar sobre la seva situació i, juntament amb el seu director espiritual, Giustino Barnaba, va entendre que la seva vocació era vertadera. Agostino va estudiar teologia i patrologia al seminari de Gènova. Allí va ser on va pensar d'establir un nou orde religiós. Va ser ordenat prevere el 19 de setembre de 1589 a l'església de Santa Restituta.
A Nàpols, va formar part de la confraria dels Blancs de la Justícia, que assistien als condemnats a mort en els seus últims moments. També hi freqüentava hospitals i entitats d'assistència als pobres. En un hospital, va trobar-se amb Fabrizio Caracciolo, abat de Santa Maria Maggiore. Va ser quan, exposant-li la intenció de fundar un orde de clergues regulars en una carta, aquesta fou lliurada per error a Francesc Caracciolo, que s'uní a l'empresa.
En 1588, tots tres van redactar la regla de l'orde i van fundar l'Orde dels Clergues Regulars Menors. Adorno n'era el pilar principal, a més d'un model de santedat. Morí, però, aviat, el 19 de setembre de 1591, quan l'orde acabava d'ésser aprovada i començava l'expansió.